# 오대규
오대규(吳大奎, 1967년 5월 13일 ~ )는 대한민국의 배우이다.
1987년 연극배우 첫 데뷔하였으며 이듬해 1988년 MBC 미니시리즈 《모래성》으로 MBC 특채 연기자 데뷔하였고 1991년 SBS 서울방송 공채 1기 탤런트로 정식 데뷔하였다.

## 학력
- 수성고등학교 졸업 (1986년)
- 중앙대학교 연극영화학 학사 (86학번)
- 고려대학교 언론대학원 언론학 석사

## 출연작

### 드라마
- 1988년 MBC 미니시리즈 《모래성》 ... 김동현 역
- 1989년 KBS2 미니시리즈 《무풍지대》 ... 이강석 역
- 1989년 KBS2 일요아침드라마 《당추동 사람들》
- 1991년 SBS 아침연속극 《고독의 문》 ... 준수 역
- 1992년 SBS 소설극장 《장미정원》
- 1992년 SBS 주말극장 《두려움 없는 사랑》 ... 남기우 역
- 1993년 SBS 월화드라마 《테마 시리즈 - 아버지, 어느날 갑자기》
- 1993년 SBS 대하드라마 《머나먼 쏭바강》 ... 구 상병 역
- 1994년 SBS 주말극장 《사랑의 향기》 ... 민구 역
- 1994년 SBS 아침연속극 《성냥갑 속의 여자》 ... 희준 역
- 1995년 SBS 아침연속극 《고백》 ... 김창수 역
- 1995년 SBS 특별기획 《그들만의 산타》
- 1995년 SBS 드라마스페셜 《신비의 거울속으로》 ... 이현석 역
- 1995년 MBC 미니시리즈 《사랑을 기억하세요》 ... 민재 역
- 1996년 SBS 주말극장 《부자유친》 ... 정지석 역
- 1996년 SBS 미니시리즈 《도둑》 ... 장형조 역
- 1996년 MBC 미니시리즈 《화려한 휴가》 ... 조용현 형사 역
- 1997년 KBS2 미니시리즈 《폭풍속으로》 ... 최기철 역
- 1997년 MBC 금요 가족극장 《간이역》 ... 세진 역
- 1997년 SBS 주말극장 《이웃집 여자》 ... 이응식 역
- 1997년 SBS 주말극장 《아름다운 죄》 ... 임병구 역
- 1998년 MBC 아침드라마 《맏이》
- 1999년 SBS 드라마스페셜 《퀸》
- 1999년 SBS 일일드라마 《당신은 누구시길래》 ... 동재규 역
- 2000년 SBS 시츄에이션드라마 《메디컬 센터》
- 2001년 MBC 월요시트콤 《세 친구》 ... 31세의 정신과 의사 연상녀 안문숙에게 사랑을 전한 28세의 파이낸셜 펀드 매니저 연하남 오대규 역
- 2001년 KBS2 월화드라마 《쿨》 ... 박현재 역
- 2001년 SBS 창사특집극 《SBS TV 문학상 당선작 - 여름 이야기》 ... 선생 역
- 2001년 MBC 월요시트콤 《연인들》 ... 사진 작가 진희경을 사랑했다가 그녀를 일방적으로 차버린 문화대학교 미술학과 바람둥이 교수 오대규 역으로 카메오 출연
- 2002년 KBS2 수목드라마 《태양인 이제마》 ... 장상욱 역
- 2002년 SBS 일일드라마 《해 뜨는 집》 ... 강준태 역
- 2003년 KBS2 단막극 《HD TV문학관 - 향기로운 우물 이야기》 ... 서경훈 역
- 2004년 SBS 주말극장 《작은 아씨들》 ... 오건태 역
- 2004년 SBS 드라마스페셜 《햇빛 쏟아지다》 ... 오달재 역
- 2005년 SBS 드라마스페셜 《사랑은 기적이 필요해》 ... 진정수 역
- 2006년 SBS 금요드라마 《나도야 간다》 ... 정완 역
- 2006년 SBS 아침연속극 《사랑도 미움도》 ... 박재혁 역
- 2007년 SBS 특별기획 《조강지처 클럽》 ... 이기적 역
- 2009년 SBS 월화드라마 《천사의 유혹》 ... (카메오)
- 2009년 KBS2 주말연속극 《수상한 삼형제》 ... 김현찰 역
- 2011년 SBS 아침연속극 《장미의 전쟁》 ... 박대성 역
- 2011년 SBS 특별기획 《폼나게 살거야》 ... 신기한 역
- 2012년 SBS 특별기획 《다섯 손가락》 ... 홍수표 역
- 2013년 MBC 일일연속극 《오로라 공주》 ... 오수성 역
- 2013년 SBS 주말극장 《열애》 ... 유민수 역
- 2015년 MBC 주말연속극 《여자를 울려》 ... 강진명 역
- 2017년 SBS 아침연속극 《해피시스터즈》 ... 최재웅 역

### 영화
- 2005년 《키다리 아저씨》 ... 이사 역 (우정출연)

### 뮤지컬
- 1990년 《다녀오겠습니다》

### 라디오 프로그램
- 2015년 EBS 《EBS 책 읽는 라디오 낭독 시리즈》

### TV 예능
- 2001년 KBS2 《슈퍼 TV 일요일은 즐거워 - 출발 드림팀 시즌1》
- 2008년 KBS2 《해피투게더 시즌3》
- 2022년 KBS2 《세컨 하우스》

### CF
- 매일유업 립톤 아이스 티

## 수상 및 후보
| 연도 | 시상식       | 부문                                  | 작품          | 결과 |
| ---- | ------------ | ------------------------------------- | ------------- | ---- |
| 1993 | SBS 연기대상 | 드라마부문 남자 신인연기상            | 머나먼 쏭바강 | 수상 |
| 1994 | SBS 연기대상 | 드라마부문 남자 우수연기상            | 사랑의 향기   | 후보 |
| 2007 | SBS 연기대상 | 연속극부문 남자 조연상                | 조강지처 클럽 | 수상 |
| 2011 | SBS 연기대상 | 주말·연속극부문 남자 최우수연기상     | 장미의 전쟁   | 후보 |
| 2015 | MBC 연기대상 | 연속극부문 남자 우수연기상            | 여자를 울려   | 후보 |
| 2018 | SBS 연기대상 | 주말·일일드라마부문 남자 최우수연기상 | 해피시스터즈  | 후보 |

## 가족 관계
- 아버지: 오찬성 (1938 ~ 2024. 6. 27)
- 어머니: 윤태례
- 동생: 오수연
- 배우자: 이종연
- 자녀: 1남 1녀